# Rekisalo
Rekisalo est une île du lac Päijänne à Kuhmoinen en Finlande,.

## Géographie
Mustassalo mesure 3,8 kilomètres de long, 1,8 kilomètre de large et une superficie de 3,97 kilomètres carrés.
Du côté sud-ouest de l'île, il y a une longue fracture rocheuse, dont le détroit Kalliosalmi, large de 30 à 400 m, sépare l'île du continent.
Le nord de Mustassalo est très proche de Uotilansaari.
Dans la moitié nord-ouest de Mustassalo, s'élèvent les falaises de Kirkkovuori. 
Situé sur la plus haute falaise, le haut sommet de l'île atteint une altitude d'environ 142,5 mètres, soit environ 64 mètres au dessus du lac Päijänne.
Du côté sud-ouest de Kirkkovuori, s'élève l'éminence Pinttilänvuori et à l'extrémité sud-est Jäniksenpäänvuori.
Le reste de l'île est peu élevé.
L'île est principalement boisée, mais au sud de Kirkkovuori se trouvent le marais Kauppilansuo, la prairie Uutisniittu et la zone sauvage Väärtinkorpi. 
Il y a eu trois fermes sur l'île au cours des dernières décennies, dont les champs et les prairies sont encore déboisés.
Mustassalo compte deux résidences permanentes, 32 saunas d'été et 128 résidences d'été. 
Il n'y a ni route ni pont vers l'île, et les résidents se déplacent vers le continent en bateau. Un itinéraire lacustre a été balisé à travers Kalliosalmi.

## Réserves naturelles
L'île compte huit réserves naturelles.
La plus grande aire protégée est située sur la rive nord de l'île et elle comprend aussi les rives du Kiimalahti envahi par la végétation. 
Une autre zone est la zone des prairies d'Hyvänapaja, qui s'étend comme une bande étroite jusqu'à la baie d'Hyvänapaja.
À l'arrière de l'île se trouvent les zones protégées restantes. Ce sont de petites zones dispersées à la pointe de l'île.